# Alternative Libérale
De Alternative Libérale AL was een politieke partij in Frankrijk, die in 2006 werd opgericht, maar zich in 2011 bij Les Centristes aansloot, toen nog het Nouveau Centre. Het was een libertaire partij.
Het Alternative Libérale vond dat het libertarisme meer invloed moest hebben dan alleen in de economie, zoals de Démocratie libérale, die van 1998 tot 2002 bestond, vond.
Een aantal leden onder leiding van oud-voorzitter Aurélien Véron splitste zich in 2008 van de Alternative Libérale af om de Parti libéral démocrate te beginnen. Sabine Herold en Louis-Marie Bachelot waren na hem nog voorzitter.
- (fr)  Officiële website

Samenstelling per 27 juli 2019 
 De deelnemende partijen met de meeste zetels worden genoemd, alleen de partijen met een enkele zetel binnen de fractie ontbreken.